# 常盤井宮全明親王
常盤井宮全明親王（ときわいのみやまたあきらしんのう、永享11年（1439年） - 大永元年12月7日（1522年1月4日））は、室町時代の皇族。常盤井宮家5代当主。4代・直明王の子で、兄弟に勧修寺に入った恒弘法親王がいる。
後崇光院の猶子となり、永享11年4月に親王宣下を受け、3年後の嘉吉2年（1442年）には弾正尹に補任された（『砂巖』）。この時代には珍しく長命を保ち、大永元年に83歳で薨去したが、先祖伝来の館・常盤井殿が応仁元年（1467年）6月に兵火にあい全焼するなど、政治の混乱に翻弄され、不遇な生涯であった。